# オーベルジャンヴィル
オーベルジャンヴィル （Aubergenville）は、フランス、イル＝ド＝フランス地域圏、イヴリーヌ県のコミューン。

## 由来
942年、Aubergenvillaの名が記された。1351年にはAubergeinvilla, Aubergenville, Obergenvilla、そしてAdalbergaと記された。

## 地理
オーベルジャンヴィルはイヴリーヌ県北部にあり、セーヌ川左岸に位置する。マント＝ラ＝ジョリーの東12km、ヴェルサイユの30km北西にある。
まちの中心部は丘の中腹にあり、そこは旧市街の地区と共同開発区域、かつてのアコスタ城の敷地内に建てられた1970年代に遡るシテ、多くの集合住宅群からなる。都市化が大幅にセーヌ川、駅、ビジネスセンター、ショッピングセンター、水生生物センター、田園都市エリザベートヴィル（ベルギー王妃エリザベートにちなむ）、ヴェルサイユ平野北端にある高地へと拡張していった。

## 交通
より谷の低いところに県道113号線やA13や、パリ-ルーアン-ル・アーヴル間の鉄道路線の駅（オーベルジャンヴィル＝エリザベート駅）、セーヌ川の水上交通といった交通網が集まる。
- 鉄道 - トランジリアンJ線。将来RER E線が拡張された場合、オーベルジャンヴィル＝エリザベート駅からRER E線を経由してラ・デファンスへ行けるようになり、トランジリアンが廃止される予定である。

## 歴史

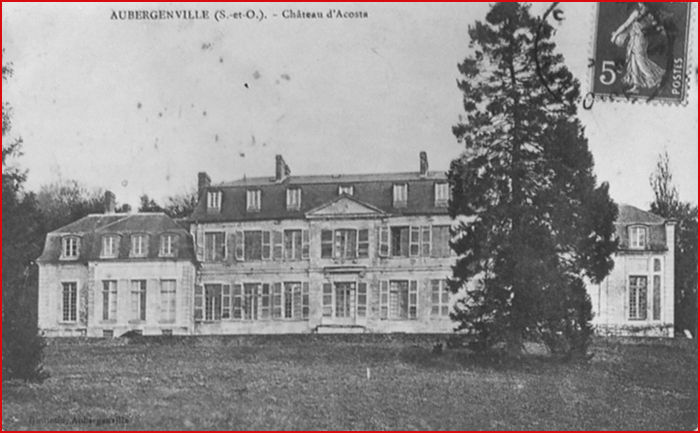
アコスタ城

オーベルジャンヴィルのまちの起源は11世紀に遡る。その後、1065年からピエール・ドーベルジャンヴィルの本拠地となり、独立した領主領にあった。
かつてまちには3つの城があった。唯一残るモンガルド城はモールドル川を見下ろす場所にある。ガレンヌ城はセーヌの低い谷の中にあり、1952年にルノーの工場をつくるために壊された。18世紀に近郊の村にあったアコスタ城は、1965年になくなった。城とその敷地は公営集合住宅群に変わった。
1843年、パリ＝サン＝ラザール - ル・アーブル線の鉄道駅が建設された。現在のオーベルジャンヴィル-エリザベートヴィル駅である。
1921年、田園都市エリザベートヴィルがガレンヌの区域内であるセーヌ川沿いに建設された。この新しいまちの一部は隣接するエポヌへと拡張した。これらシテは、パリ市民の休暇用別荘で主として構成され、他の市民が移動することはできない。1920年代はまた「オーベルジャンヴィルの砂浜」がセーヌ川沿いにつくられ、美しいホテルやレストランが立ち並んだが、現在は取り壊されている。
1944年3月10日、イギリス空軍のランカスター爆撃機がオーベルジャンヴィルに墜落した。9人の飛行士が亡くなり、オーベルジャンヴィル墓地に埋葬されている。
1952年、ルノーの工場が移転し、都市の発展に決定的な弾みとなった。2008年、次世代のショッピングセンターであるファミリー・ヴィラージュ建設が始まった。続いて水生生物センターが2009年に開館した。

## 人口統計
| 1962年 | 1968年 | 1975年 | 1982年 | 1990年 | 1999年 | 2006年 |
| ------ | ------ | ------ | ------ | ------ | ------ | ------ |
| 2729   | 7513   | 10242  | 10010  | 11776  | 11667  | 12126  |

参照元:1962年までEHESS、1968年以降INSEE

## 姉妹都市
- ディーブルク、ドイツ
- ベウハトゥフ、ポーランド
- アルコバサ、ポルトガル
- ホーンディーン、イギリス